# 毛叶鲜卑花
毛叶鲜卑花（学名：Sibiraea tomentosa），为蔷薇科鲜卑花属下的一个植物种。